# Миранда (штат)
Миранда (исп. Miranda) (IPA:МФА: [esˈtaðo miˈɾanda]) — один из 23 штатов Венесуэлы. Второй по численности населения после штата Сулия. По данным переписи 2011 года, численность населения 2 675 165 жителей. Он также по данным венесуэльского Национального института статистики (исп. Instituto Nacional de Estadística) имеет наибольший индекс человеческого развития в Венесуэле. По последним подсчетам в середине 2016 года численность населения составляла 3 194 390 жителей.
Штат Миранда занимает общую площадь 7,950 км². Административный центр штата — город Лос-Текес. На севере граничит с штатом Варгас, на юге с штатом Гуарико, на востоке с штатом Ансоатеги и на западе с штатом Арагуа и столичным округом. На северо-востоке омывается Карибским морем.
Назван в честь руководителя борьбы за независимость испанских колоний в Южной Америке, национального героя Франсиско де Миранда.
Миранда является важным центром политической, экономической, культурной и коммерческой деятельности. Штат управляется губернатором, и подразделяется на 21 муниципалитетов, каждый из которых управляется мэром.
Как субъект федерации Миранда имеет свою конституцию, Конституцию Боливарианской Республики Миранда, которая является основой государственного права и была утверждена в 2006 г. Губернатор штата — Гектор Родригез Кастро.

## Административное деление

### Муниципалитеты
Штат Миранда подразделяется на 21 муниципальное образование, перечисленных ниже с их административными центрами, площадью, и населением:
|     | Муниципалитет    | Административный центр                 | Площадь (km2) | Население (Перепись 2001) | Население (Перепись 2011) | Население Оценка 30 июня 2016 |
| --- | ---------------- | -------------------------------------- | ------------- | ------------------------- | ------------------------- | ----------------------------- |
| 1.  | Асеведо          | Каукагуа                               | 1,879         | 70,282                    | 87,371                    | 96,210                        |
| 2.  | Андрес-Белло     | Сан-Хосе-де-Барловенто                 | 114           | 20,119                    | 20,981                    | 22,851                        |
| 3.  | Барута           | Нуэстра-Сеньора-дель-Розарио-де-Барута | 86            | 260,853                   | 240,755                   | 362,371                       |
| 4.  | Брион            | Игероте                                | 531           | 45,346                    | 58,940                    | 67,332                        |
| 5.  | Бурос            | Мампораль                              | 198           | 20,009                    | 27,515                    | 29,841                        |
| 6.  | Каррисаль        | Каррисаль                              | 32            | 41,103                    | 51,712                    | 56,629                        |
| 7.  | Чакао            | Чакао                                  | 13            | 64,629                    | 61,213                    | 76,888                        |
| 8.  | Кристобаль-Рохас | Чараяве                                | 120           | 77,257                    | 117,888                   | 141,593                       |
| 9.  | Эль-Хатильо      | Эль-Хатильо                            | 81            | 54,225                    | 58,156                    | 90,554                        |
| 10. | Гуаикаипуро      | Лос-Текес                              | 661           | 222,768                   | 252,242                   | 289,531                       |
| 11. | Индепенденсиа    | Санта-Тереса-дель-Туй                  | 284           | 126,999                   | 138,776                   | 157,961                       |
| 12. | Ландер           | Окумаре-дель-Туй                       | 478           | 108,970                   | 144,947                   | 170,728                       |
| 13. | Лос-Салиас       | Сан-Антонио-де-лос-Альтос              | 51            | 60,723                    | 68,255                    | 76,035                        |
| 14. | Паес             | Рио-Чико                               | 963           | 30,812                    | 37,944                    | 42,125                        |
| 15. | Пас-Кастильо     | Санта-Лусия                            | 408           | 83,976                    | 111,197                   | 124,671                       |
| 16. | Педро-Гуаль      | Купира                                 | 925           | 17,928                    | 21,831                    | 23,879                        |
| 17. | Пласа            | Гуаренас                               | 180           | 188,135                   | 209,987                   | 238,750                       |
| 18. | Симон-Боливар    | Сан Франциско де Яре                   | 131           | 31,944                    | 42,597                    | 48,445                        |
| 19. | Сукре            | Петаре                                 | 164           | 546,766                   | 600,351                   | 691,317                       |
| 20. | Урданета         | Куа                                    | 273           | 105,606                   | 135,432                   | 167,768                       |
| 21. | Самора           | Гуатире                                | 378           | 152,422                   | 187,075                   | 218,911                       |
|     | Всего            | Лос-Текес                              | 7,950         |                           | 2,675,165                 | 3,194,390                     |

## Население

### Национальный и расовый состав
Расовый состав населения по данным переписи 2011 года:
| Расовый состав                         | Население | %    |
| -------------------------------------- | --------- | ---- |
| Метисы                                 | н/д       | 48.0 |
| Венесуэльцы европейского происхождения | 1,387,265 | 45.8 |
| Венесуэльцы африканского происхождения | 157,506   | 5.2  |
| Другие                                 | н/д       | 1.0  |

## Климат
В низменностях штата Миранда климат очень тёплый с перепадами температур от 20 ℃ до 42 ℃ и высокой влажностью в прибрежной зоне Барловенто. В регионе Альтос Мирандиос температура незначительно колеблется в течение года в сухой сезон (с декабря по март) от 10 ℃ до 23 ℃, в начале сезона дождей (апрель, май) может подняться до 33 ℃, на протяжении остальной части года колеблется в пределах от 16 ℃ до 25 ℃.